# Cato Pijnacker Hordijk
Cato Pijnacker Hordijk (Den Haag, 12 november 2002) is een voetbalspeelster uit Nederland. Ze speelt als verdediger voor ADO Den Haag.

## Clubcarrière
Cato Pijnacker Hordijk begon haar carrière bij voetbalclub Graaf Willem II VAC in Wassenaar. Daar speelde ze in een team dat meer dan 100 doelpunten scoorde in één seizoen. Pijnacker Hordijk stapte al op jonge leeftijd over naar jeugdopleiding van ADO Den Haag.
Haar debuut voor de hoofdmacht van ADO Den Haag maakte Pijnacker Hordijk op 1 april 2022 in een thuiswedstrijd tegen PEC Zwolle.
Op 15 september 2022 tekende Pijnacker Hordijk haar eerste contract bij ADO Den Haag. Deze verbond haar tot medio 2024 aan de club.
In een KNVB Beker wedstrijd tegen ASV Wartburgia op 25 februari 2023 wist Pijnacker Hordijk haar eerste doelpunt voor ADO Den Haag te maken. In juli 2025 verlengde ze haar contract tot medio 2025. In het seizoen 2024/25 had Pijnacker Hordijk een vaste basisplaats bij de club uit de Hofstad en kwam ze tot achttien optredens. Ze verlengde op 4 augustus 2025 haar contract met een jaar.

## Statistieken
| Seizoen | Club         | Land      | Competitie         | Wedstrijden | Doelpunten |
| ------- | ------------ | --------- | ------------------ | ----------- | ---------- |
| 2021/22 | ADO Den Haag | Nederland | Vrouwen Eredivisie | 3           | 0          |
| 2022/23 | ADO Den Haag | Nederland | Vrouwen Eredivisie | 7           | 0          |
| 2023/24 | ADO Den Haag | Nederland | Vrouwen Eredivisie | 7           | 0          |
| 2024/25 | ADO Den Haag | Nederland | Vrouwen Eredivisie | 18          | 0          |
| 2025/26 | ADO Den Haag | Nederland | Vrouwen Eredivisie | 0           | 0          |
| Totaal  | Totaal       | Totaal    | Totaal             | 35          | 0          |

Laatste update: 4 augustus 2025
1 Lorsheijd ·
2 Vonk ·
4 Pijnacker Hordijk ·
6 Raaijmakers  ·
11 Viehoff ·
11 Susanna ·
14 Remmers ·
15 Van den Ende ·
19 Boerboom ·
20 Van Mierlo ·
21 Burgers ·
23 Dupon ·
24 Van Egmond ·
35 Bol ·
Blom ·
Henry ·
Koeleman ·
Prins ·
Coach: Glotzbach
Assistent-coach: Van Tol